# La Trimouille
La Trimouille és un municipi francès situat al departament de la Viena i a la regió de la Nova Aquitània. L'any 2007 tenia 966 habitants.

## Demografia

### Població
El 2007 la població de fet de La Trimouille era de 966 persones. Hi havia 459 famílies de les quals 166 eren unipersonals (75 homes vivint sols i 91 dones vivint soles), 170 parelles sense fills, 99 parelles amb fills i 24 famílies monoparentals amb fills.
La població ha evolucionat segons el següent gràfic:
Habitants censats

### Habitatges
El 2007 hi havia 645 habitatges, 467 eren l'habitatge principal de la família, 90 eren segones residències i 88 estaven desocupats. 610 eren cases i 29 eren apartaments. Dels 467 habitatges principals, 363 estaven ocupats pels seus propietaris, 92 estaven llogats i ocupats pels llogaters i 12 estaven cedits a títol gratuït; 2 tenien una cambra, 38 en tenien dues, 94 en tenien tres, 135 en tenien quatre i 199 en tenien cinc o més. 332 habitatges disposaven pel capbaix d'una plaça de pàrquing. A 229 habitatges hi havia un automòbil i a 171 n'hi havia dos o més.

### Piràmide de població
La piràmide de població per edats i sexe el 2009 era:
| Homes | Edats   | Dones |
| ----- | ------- | ----- |
| 4     | 95 o +  | 0     |
| 8     | 90 a 94 | 12    |
| 4     | 85 a 89 | 20    |
| 24    | 80 a 84 | 24    |
| 40    | 75 a 79 | 68    |
| 24    | 70 a 74 | 16    |
| 44    | 65 a 69 | 36    |
| 40    | 60 a 64 | 52    |
| 16    | 55 a 59 | 28    |
| 40    | 50 a 54 | 36    |
| 44    | 45 a 49 | 20    |
| 16    | 40 a 44 | 28    |
| 36    | 35 a 39 | 28    |
| 44    | 30 a 34 | 28    |
| 40    | 25 a 29 | 24    |
| 12    | 20 a 24 | 12    |
| 16    | 15 a 19 | 16    |
| 24    | 10 a 14 | 16    |
| 12    | 5 a 9   | 8     |
| 8     | 0 a 4   | 16    |

## Economia
El 2007 la població en edat de treballar era de 537 persones, 373 eren actives i 164 eren inactives. De les 373 persones actives 331 estaven ocupades (184 homes i 147 dones) i 42 estaven aturades (16 homes i 26 dones). De les 164 persones inactives 100 estaven jubilades, 21 estaven estudiant i 43 estaven classificades com a «altres inactius».

### Ingressos
El 2009 a La Trimouille hi havia 479 unitats fiscals que integraven 975 persones, la mediana anual d'ingressos fiscals per persona era de 15.419 €.

### Activitats econòmiques
Dels 54 establiments que hi havia el 2007, 1 era d'una empresa extractiva, 3 d'empreses alimentàries, 13 d'empreses de construcció, 7 d'empreses de comerç i reparació d'automòbils, 3 d'empreses de transport, 4 d'empreses d'hostatgeria i restauració, 2 d'empreses financeres, 7 d'empreses de serveis, 8 d'entitats de l'administració pública i 6 d'empreses classificades com a «altres activitats de serveis».
Dels 24 establiments de servei als particulars que hi havia el 2009, 1 era una oficina d'administració d'Hisenda pública, 1 gendarmeria, 1 oficina de correu, 1 una oficina bancària, 1 funerària, 1 taller de reparació d'automòbils i de material agrícola, 2 paletes, 4 guixaires pintors, 2 fusteries, 2 lampisteries, 2 electricistes, 3 perruqueries, 1 veterinari i 2 restaurants.
Dels 5 establiments comercials que hi havia el 2009, 1 era una botiga de menys de 120 m², 2 fleques, 1 una llibreria i 1 un drogueria.
L'any 2000 a La Trimouille hi havia 21 explotacions agrícoles que ocupaven un total de 2.912 hectàrees.

## Equipaments sanitaris i escolars
Els 2 equipaments sanitaris que hi havia el 2009 eren farmàcies.
El 2009 hi havia 2 escoles elementals.

## Poblacions més properes
El següent diagrama mostra les poblacions més properes.